# Vincent Lafko
Vincent Lafko, češkoslovaški rokometaš, * 7. junij 1945, Hranovnica, † 15. december 2012, Prešov, Slovaška.
Leta 1972 je na poletnih olimpijskih igrah v Münchnu v sestavi češkoslovaške rokometne reprezentance osvojil srebrno olimpijsko medaljo.